# Aci Catena

Localització d'Aci Catena

Aci Catena (sicilià Jaci Catina) és un municipi italià, situat a la regió de Sicília i a la ciutat metropolitana de Catània. L'any 2007 tenia 28.196 habitants. Limita amb els municipis d'Aci Castello, Aci Sant'Antonio, Acireale i Valverde.

## Administració
| Període | Identitat              | Partit      |
| ------- | ---------------------- | ----------- |
| 2008-   | Raffaele Pippo Nicotra | Centredreta |